# Krasnodębski

Herb Krasnodębski wedł. Juliusza Ostrowskiego

Krasnodębski (albo Sławęcin) – polski herb szlachecki, odmiana herbu Pobóg.

## Opis herbu
Opis zgodnie z klasycznymi regułami blazonowania:
W polu błękitnym na barku złotej podkowy półtora krzyża złotego.
Klejnot: nad hełmiem w koronie pół charta srebrnego w obróży ze smyczą.
Labry: błękitne, podbite złotem.
Wedł. T. Chrząńskiego istniała nieokreślona odmiana Pobóga z tym samym godłem tylko srebrnym, w klejnote pół też samego charta w lewo.
Wedł. T. Gajla istniał herb odosobniony Sławęcin: w polu błękitnym na barku srebrnej podkowy półtora krzyża złotego; w klejnote trzy pióra strusie; labry błękitne, podbite srebrem.

## Herbowni
Według Gajla:
Krasnodębski: Krasnodębski.
Sławęcin: Krasnodębski, Sikorski, Skrzypkowski, Wroczeński.

### Znani herbowni
Według Bonieckiego i Uruskiego:
- Jan Krasnodębski, komornik ziemski drohicki 1580.
- Jan Krasnodębski, pisarz ziemski drohicki 1666, podkomorzy drohicki 1698, elektor 1674 z Podlaskiem.
- Kazimierz-Władysław Krasnodębski, podstoli podlaski 1701, sędzia ziemski drohicki i deputat na Trybunał koronny 1714.
- Jan Krasnodębski, łowczy podlaski 1779, poseł na Sejm Czteroletni.
- Zdzisław Krasnodębski (1904-1980), pułkownik dyplomowany pilot Wojska Polskiego, twórca i dowódca 303 Dywizjonu Myśliwskiego.

## Pomyłka herbowa
Według opracowania Aleksandra Włodarskiego "Krasnodębscy herbu Krzywda" z 1927 roku wszystkie wyżej wymienione osoby pieczętowały się herbem Krzywda. Pomyłki dopuścił się Kacper Niesiecki w swoim herbarzu "Korona Polska". Na dowód przedstawił Włodarski dwa dokumenty:
- wywód szlachecki z 1688 r., kiedy Maciej i Tomasz Krasnodębscy, synowie Adama, dziedzica z Krasnodębów-Rafałów, po uczynionym zarzucie gminnego pochodzenia, oczyścili się przed Trybunałem Lubelskim i dowiedli dokumentami i zeznaniami pod przysięgą świadków, że są starożytną szlachtą, pochodzącą z ziemi drohickiej, i pieczętują się herbem Krzywda
- dokument z roku 1792 o zwrocie pożyczki zastawnej na dobrach Jabłonna Lacka przez Józefa Krasnodębskiego i jego syna Jana Stanisława, posła na Sejm Czteroletni, Łukaszowi Turskiemu, gdzie obydwaj Krasnodębscy pieczętują się herbem Krzywda.

Za Niesieckim pomyłkę powtórzyli członkowie Heroldii Królestwa Polskiego, przyznając legitymacje szlacheckie członkom rodu, a następnie Uruski i Boniecki w swoich herbarzach.
Herbem Pobóg odmiana Krasnodębski, przed Heroldią Królestwa Polskiego oraz w Cesarstwie Rosyjskim, w latach 1836 - 1861, zostali wylegitymowani następujący Krasnodębscy:
- Antoni syn Stanisława, wylegitymowany w roku 1843.
- Jakub Władysław ur. W Jaźwinach około 1815 r. oku, syn Antoniego i Salomei Borkowskiej,  wylegitymowany w 1845 roku, 1-sza żona  Eufemia Święcicką, 2-ga żona Krystyna Helena Teresa Anna Arkuszewska.
- Kajetan,Stanisław i Wojciech, synowie Antoniego wnukowie Konstantego i Marianny z Irzykowiczów, którzy w roku 1736 nabyli od Konstantego Irzykowicza dobra Tosie, Lubiesza i Noski w woj. Podlaskim, wylegitymowani w 1841 roku.
- Po Piotrze, cześniku różańskim dziedzicu dóbr Wólka Kozołubska w roku 1712, prawnukowie Stefan i Walenty synowie Franciszka, wylegitymowani w roku 1850 oraz prawnuk  Antoni  Marceli Józef Stanisław Wojciech syn Macieja.
- Walenty Aleksander syn Antoniego, wnuk Jana, burgrabiego drohickiego w roku 1745, wylegitymowany w roku 1849.
- Mateusz, praprawnuk Samuela, dziedzica wsi Jabłonna Lacka w roku 1670, wylegitymowany w roku 1854.
- Aleksander i Józef z Krasnodębów Kasm, synowie Józefa, wylegitymowani po zlikwidowaniu Heroldii Królestwa Polskiego w Cesarstwie Rosyjskim w roku 1861